# Madame Requin
Madame Requin es una serie de televisión de suspenso político argentina emitida por la TV Pública. La trama sigue a una mujer que tiene planeada una estafa para salvar de la quiebra al banco del cual su difunto marido era el dueño. Está protagonizada por Flavia Palmiero, Fabián Vena, Luciano Cáceres y Jenny Williams. La serie se estrenó el 30 de noviembre de 2023.

## Sinopsis
Cuenta la historia de Jaqueline, la viuda de un banquero que debe regresar a Argentina para tratar de evitar el cierre del banco de su difunto marido. Para ello, Jacqueline liderará un plan que consiste en una gran estafa política y financiera que le permitirá obtener el capital monetario para salvar el banco de la quiebra, sin embargo, no contará con la idea de que se expone a otros peligros que podrían afectar a su hija y su nieta debido a los delitos de corrupción en los cuales se irá involucrando.

## Elenco

### Principal
- Flavia Palmiero como Jacqueline Requin
- Fabián Vena como Tito González
- Luciano Cáceres como Suárez
- Jenny Williams como María «Mary» Pérez

### Secundario
- Sabrina Garciarena como Victoria «Vicky» Requin
- Irena Nemoy como Josephine Requin
- Hervé Segata como Roger
- Heinz K. Krattiger como John Whiteshark
- Ariel Núñez Di Croce como Pierre
- Micaela Vázquez como Dora
- Pía Uribelarrea como Olga
- Héctor Bordoni como Mombasé

### Participaciones
- Clara Kovacic como Sandrine Lepos
- Nicolás Riera como Bruzzone
- Ana Celentano como Gobernadora Urrutia
- Leticia Brédice como Ministra
- Delia Hou como Mizuki
- Luis Ventura como Ramoneti
- Gonzalo Suárez como Tornquist
- Hugo Álvarez como Don Ovidio
- Pochi Ducasse como Amelia
- Miguel Dao como Danese

## Episodios
| N.º | Título       | Dirigido por   | Escrito por      | Fecha de emisión original | Audiencia (millones) |
| --- | ------------ | -------------- | ---------------- | ------------------------- | -------------------- |
| 1   | «Episodio 1» | Alberto Lecchi | Alejandro Robino | 30 de noviembre de 2023   | 0.6                  |
| 2   | «Episodio 2» | Alberto Lecchi | Alejandro Robino | 7 de diciembre de 2023    | 0.4                  |
| 3   | «Episodio 3» | Alberto Lecchi | Alejandro Robino | 14 de diciembre de 2023   | 0.4                  |
| 4   | «Episodio 4» | Alberto Lecchi | Alejandro Robino | 21 de diciembre de 2023   | —                    |
| 5   | «Episodio 5» | Alberto Lecchi | Alejandro Robino | 28 de diciembre de 2023   | —                    |
| 6   | «Episodio 6» | Alberto Lecchi | Alejandro Robino | 2 de enero de 2024        | —                    |
| 7   | «Episodio 7» | Alberto Lecchi | Alejandro Robino | 3 de enero de 2024        | —                    |
| 8   | «Episodio 8» | Alberto Lecchi | Alejandro Robino | 4 de enero de 2024        | —                    |

## Desarrollo

### Producción
En noviembre del 2021, se anunció que la serie recibió luz verde para su producción, tras ser seleccionada como una de las producciones ganadoras del concurso «Renacer Audiovisual» realizado por el Ministerio de Cultura y la Secretaría de Medios y Comunicación Pública, lo que permitió recibir una inversión económica por parte del Estado Nacional para llevar adelante la serie. A fines de mayo del 2022, se anunció que Madame Requin contaría con 8 episodios de 45 minutos dirigidos por Alberto Lecchi y guionados por Alejandro Robino. En septiembre de ese año, la serie fue presentada en el mercado audiovisual español para su venta y distribución.

### Rodaje
La fotografía principal de la serie inició el 1 de junio del 2022 en la Ciudad de Buenos Aires y se extendió hasta agosto del mismo año.

### Casting
A fines de mayo del 2022, se confirmó que Flavia Palmiero y Fabián Vena serían los protagonistas de la serie, la cual también contaría con Luciano Cáceres, Leticia Brédice, Jenny Williams, Nicolás Riera, Sabrina Garciarena, Ana Celentano, Micaela Vázquez y Gonzalo Suárez como integrantes del reparto. En junio, Ariel Núñez se unió al elenco y se develó que Luis Ventura realizaría una participación especial.

## Premios y nominaciones
| Lista de premios y nominaciones | Lista de premios y nominaciones | Lista de premios y nominaciones | Lista de premios y nominaciones | Lista de premios y nominaciones | Lista de premios y nominaciones |
| Año                             | Organización                    | Categoría                       | Nominado/a(s)                   | Resultado                       | Ref(s)                          |
| ------------------------------- | ------------------------------- | ------------------------------- | ------------------------------- | ------------------------------- | ------------------------------- |
| 2024                            | Premios Martín Fierro           | Mejor ficción                   | Madame Requin                   | Nominado                        | [ 13 ]                          |
| 2024                            | Premios Martín Fierro           | Mejor actriz de reparto         | Leticia Brédice                 | Nominada                        | [ 13 ]                          |
| 2024                            | Premios Martín Fierro           | Mejor dirección en ficción      | Alberto Lecchi                  | Nominado                        | [ 13 ]                          |